# Sábado gigante
 (12 décembre 2010).
Améliorez-le ou discutez des points à vérifier. 

Sábado gigante (Samedi géant) est une émission de variétés sur la télévision chilienne transmise pour la première fois au Chili en 1962, et qui a été certifiée par le Livre Guinness des records comme l'émission qui a duré le plus de toutes les télévisions du monde. Elle est transmise maintenant par 43 chaînes dans le monde. L'émission qui était enregistrée à l'avance -et dans certains cas transmise en direct pour les auditeurs des États-Unis et du Chili- n'est pas transmise en épisodes répétés et  a une durée entre deux et quatre heures.